# Margareta Hyltén-Cavallius
Tyra Margareta Elisa Hyltén-Cavallius, född 10 oktober 1917 i Halmstad, död 12 maj 2009 i Östersund, var en svensk konstnär och tecknare.

## Biografi
Hyltén-Cavallius föddes 1917 i Halmstad som dotter till tullkontrollören Olof Hyltén-Cavallius och hans hustru Titti von Johnstone. Efter att 1937 ha gått ut flickskolan flyttade hon till Stockholm, där hon studerade och tog examen vid Konstakademien i Stockholm. Vid Konstakademien målade hon i olja, akvarell och pastell. Hon började även måla miniatyrer.
Hon gifte sig med köpmannen Torsten Palm. Efter deras skilsmässa flyttade Hyltén-Cavallius till Paris. I Paris började hon arbeta på Aseas ritkontor. Hon specialiserade sig konstnärligt för miniatyrer på elfenben. Hennes konst ställdes ut i Europa, Afrika och Amerika. 1967 fick hon Parissalongens silvermedalj, och 1968 dess guldmedalj.
1953 gifte hon sig med ukrainaren Alexandre Gonthcaroff. De var gifta fram till hans död 1960. 1970 flyttade Hyltén-Cavallius tillbaka till Sverige och bosatte sig av hälsoskäl i Östersund. Väl i Östersund fortsatte hon att måla miniatyrer på elfenben samt landskap, kyrkor och gårdar runtom i Jämtland.
Hon dog i Östersund 2009.